# Peñaranda (Nueva Écija)
Peñaranda (Bayan ng Peñaranda - Municipality of Peñaranda), antaño conocido como Mapisong,  es un municipio filipino de cuarta categoría, situado en la parte central de la isla de Luzón. Forma parte del Cuarto Distrito Electoral de la provincia de Nueva Écija situada en la Región Administrativa de Luzón Central, también denominada Región III.

## Geografía
Municipio situado en el sur de la provincia, linda al norte con el municipio de Santa Rosa; al sur con el de Gapán; al este con el General Tinio; y al oeste con el de San Leonardo.

### Barangays
El municipio  de Peñaranda se divide, a los efectos administrativos, en 10 barangayes o barrios, conforme a la siguiente relación:
| - Callos - Las Piñas | - Población I - Población II | - Población III - Población IV | - Santo Tomás - Sinasaján | - San José - San Mariano de Maugat |  |

## Economía
Peñaranda fue conocido por su cultivo de alta calidad llamado «ikmo», —betel, en tagalo— planta utilizada para mascar. Predomina el cultivo del arroz, mientras que la cosecha de ikmo está al borde de la extinción.

## Historia

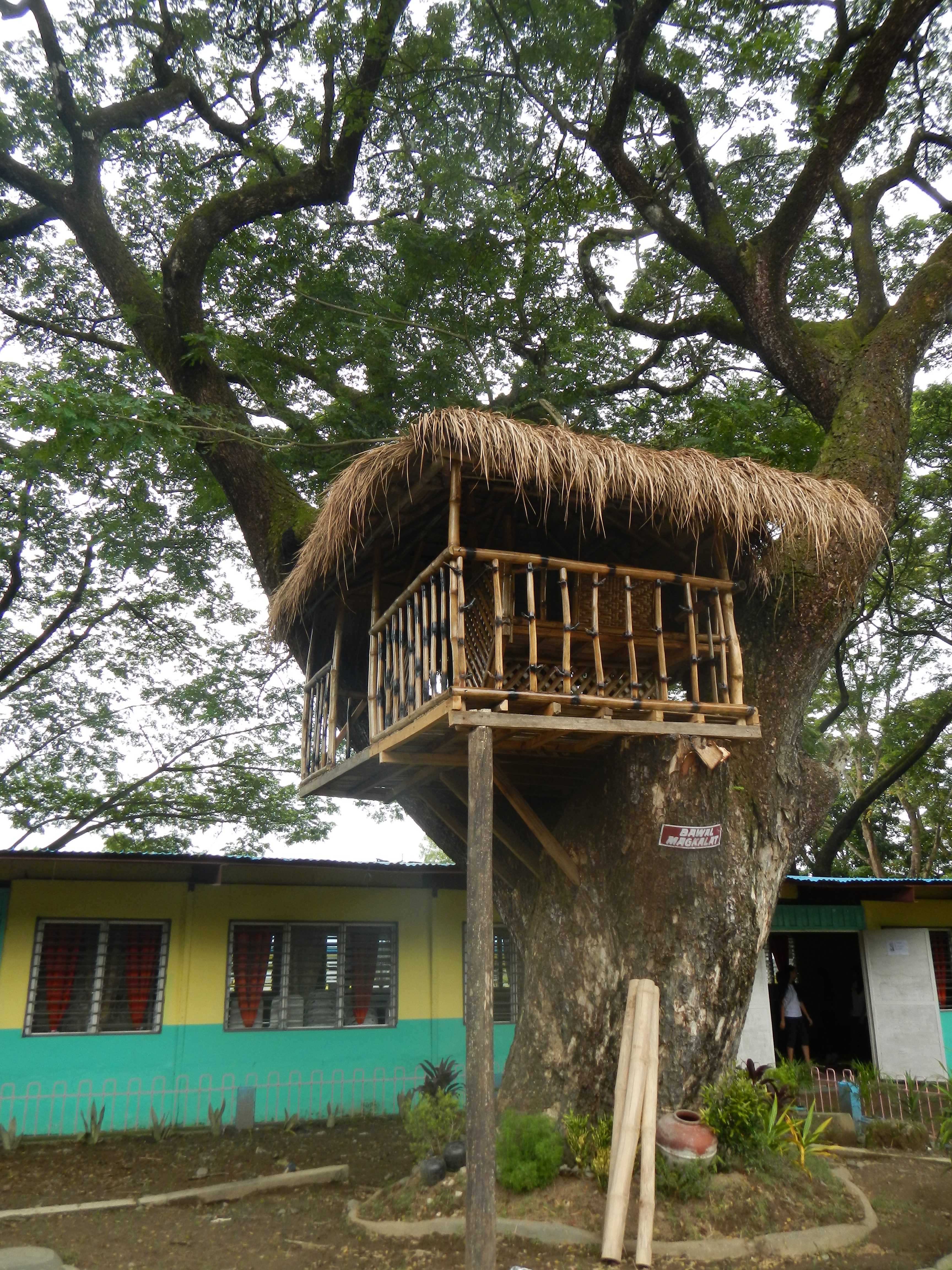
Bahay Kubo (casa-árbol).

El barrio de Mapisong pertenecía al municipio de Gapán. En el año de 1851 se separa formando un nuevo municipio con el nombre del ingeniero militar español José María Peñaranda, cartógrafo y autor de los estudios previos al establecimiento del correo en el Archipiélago.

## Patrimonio
Iglesia parroquial católica bajo la advocación de San Francisco de Asís.
Forma parte de la Diócesis de Cabanatúan en la provincia Eclesiástica de Lingayén-Dagupán.